# Brauerei Zassenhaus

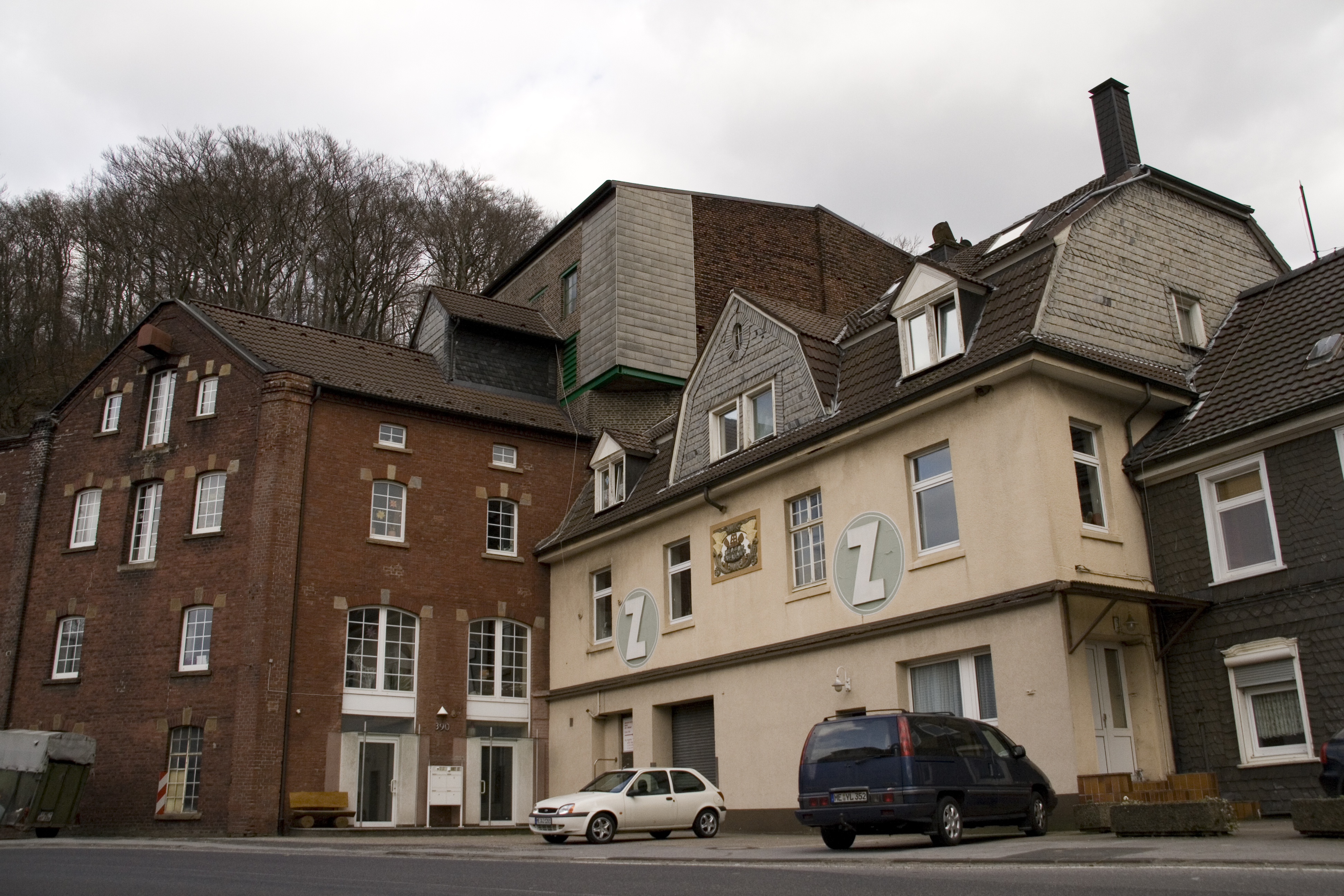
Das Hauptgebäude der ehemalige Brauerei am Fuße des Dresberges

Das Logo der ehemaligen Brauerei Zassenhaus (Replik)

Die Brauerei Zassenhaus war eine Brauerei aus dem niederbergischen Velbert (Ortsteil Neviges). 

## Geschichte
Der Betrieb siedelte sich am Fuße des Dresberges an. Gegründet wurde die Brauerei im Jahre 1853, damals noch unter dem Namen Hendrix. 1869 übernahm August Zassenhaus den Betrieb von den Gebrüdern Hendrix. Infolgedessen wandelte Zassenhaus im Jahre 1905 die Brauerei in eine GmbH um. Im Jahre 1949 wurde die Brauerei in eine Kommanditgesellschaft umgewandelt und ab 1949 an die König-Brauerei aus Duisburg verpachtet.

## Die Brauerei heute
Heute dienen die Gebäude der ehemaligen Firma als Wohnhäuser. Des Weiteren haben sich in den Geschäftsräumen einige kleinere Betriebe angesiedelt, darunter ein Geschäft für Antiquitäten, welches die Räumlichkeiten zum Teil als Lager nutzt. Das damalige Firmengelände wird heute von der stark befahrenen Landesstraße 107 von Velbert-Langenberg nach Velbert-Neviges durchschnitten. In der Vergangenheit kam es in der „Zassenhauskurve“ des Häufigeren zu tödlichen Verkehrsunfällen, was die Installation eines „Starenkastens“ zur Geschwindigkeitsüberwachung zur Folge hatte, welche die Geschwindigkeit der Fahrzeuge in der Durchfahrt des Firmengeländes nun drastisch reduziert.